# Estación de Étienne Marcel
Étienne Marcel es una estación de la línea 4 del metro de París situada en el límite de los distritos I y II, en el centro de la ciudad.

## Historia
La estación fue inaugurada el 21 de abril de 1908.
Debe su nombre a Étienne Marcel, preboste de los mercaderes de París durante el reinado de Juan II.

## Descripción
Se compone de dos andenes laterales de 90 metros de longitud y de dos vías.
Está diseñada en bóveda elíptica revestida completamente de los clásicos azulejos blancos biselados del metro parisino.
Su iluminación sigue el estilo New Neons, originario de la línea 12 pero que luego se ha ido exportando a otras líneas. Emplea delgadas estructuras circulares, en forma de cilindro, que recorren los andenes proyectando la luz tanto hacia arriba como hacia abajo. Finos cables metálicos dispuestos en uve sostienen a cierta distancia de la bóveda todo el conjunto
La señalización por su parte usa la moderna tipografía Parisine donde el nombre de la estación aparece en letras blancas sobre un panel metálico de color azul. Por último, los  asientos de la estación son rojos, individualizados y de tipo Motte.

## Accesos
La estación de metro sólo tiene un acceso situado en el n.º 14 de la calle de Turbigo. Está catalogado como Monumento Histórico al haber sido realizado por Hector Guimard. 